# تعقیبم کن
من را تعقیب کن (انگلیسی: Chase Me) یک فیلم است که در سال ۲۰۰۳ منتشر شد.